# キング・サブ
『キング・サブ』は、2007年8月15日から2008年1月23日までテレビ静岡で毎週水曜日 24:35 - 25:05に放送されたテレビ番組である。全22回。

## 概要
とある王国の姫（真鍋摩緒）に執事（東京03）が主役を引き立たせる真の「脇役」を紹介していく。ゲストも他国の将軍や王子の扮装で登場した（事務所のライブ開催に乗じた収録や脇役芸人は例外）。
毎回、執事のうち2名がテーマに沿った「脇役」をプレゼンし、どちらが真の「脇役」であるかゲストが判定。判定までの選考時間を脇役芸人（人力舎若手芸人のネタ見せVTR）で埋めるというのが基本構成であった。
当初はキングオブコメディの冠番組として7月18日から放送開始予定だったが（番組タイトルはその名残）、諸事情により東京03が執事役となり、ひと月遅れで開始した。翌年の『エレファントJoyToy』にキングオブコメディがゲスト出演した際（第6回）、両番組のレギュラーである真鍋がその話題に触れたため、お蔵入り映像が数秒間ワイプ（無音声）で表示された。

## 出演者
メイン
東京03、真鍋摩緒
ゲスト
虻川美穂子（将軍）、伊藤さおり（王子）、児嶋一哉（将軍）、田上よしえ（姫）、エレファントジョン、三福星、オレンジジュース、渡部建（王子）、柴田英嗣（王子）、山崎弘也（将軍）、矢作兼（王子）、小木博明（将軍）、鈴木拓（王子）、他

## DVD
- キング・サブ